# قانون خاص لتدابير الوقاية والإغاثة والتنشيط لكوفيد-19
القانون الخاص لتدابير الوقاية والإغاثة وإعادة التنشيط للالتهاب الرئوي الحاد مع مسببات الأمراض الجديدة (الصينية: 嚴重 特殊 傳染性 肺炎 防治 及 紓 困 振興 特別 條例)؛ هو قانون لجمهورية الصين (تايوان) ينظم الاستجابة، وجهود الإغاثة المتعلقة بجائحة كوفيد-19 في تايوان.

## الاقتراح والموافقة
في 13 فبراير 2020، اقترح اليوان التنفيذي إعانات بقيمة 60 مليار دولار تايواني، توزع على الصناعات المتضررة من تفشي كوفيد-19. خصص جزء من الأموال بموجب أحكام قانون الوقاية من الكوارث والحماية (災害 防救 法). بعد سبعة أيام، في 20 فبراير، أقر اليوان التنفيذي مشروع قانون بشأن استجابة حكومية إضافية لتفشي المرض. نفذت عقوبات تخزين الإمدادات الطبية، وتجنب قيود الحجر الصحي، ونشر معلومات خاطئة حول كوفيد-19. أصبح مشروع القانون قانونًا بعد إقراره الثالث في قراءة اليوان التشريعي في 25 فبراير 2020. دخل القانون الخاص لتدابير الوقاية والإغاثة والإنعاش للالتهاب الرئوي الحاد مع مسببات الأمراض الجديدة حيز التنفيذ بأثر رجعي بدءًا من 15 يناير 2020، ونفذ بالكامل عند إصداره من قبل الإدارة الرئاسية Tsai Ing-wen في 25 فبراير 2020. وافق اليوان التنفيذي على الميزانية الخاصة للدعم المتعلق بكوفيد-19 في 27 فبراير. في 13 مارس، مرر مشروع قانون ميزانية فيروس كورونا عبر اليوان التشريعي. نفذت أحكام مشروع قانون الميزانية الخاص بكوفيد-19 بموجب القانون الخاص لتدابير الوقاية والإغاثة والإنعاش للالتهاب الرئوي الحاد مع مسببات الأمراض الجديدة. إضافةً إلى ذلك، أعفيت الميزانية الخاصة من المادتين 62 و63 من قانون الموازنة (預算 法)، ما يسمح بتحويل الأموال بين الوكالات الحكومية. تتوفر أموال الميزانية الخاصة للنفقات المتعلقة بوباء كوفيد-19 المتكبدة في الفترة ما بين 15 يناير 2020 و30 يونيو 2021.
في 2 أبريل 2020، اقترح اليوان التنفيذي زيادة قدرها 150 مليار دولار تايواني جديد في الميزانية الخاصة لنفقات كوفيد-19، جزءًا من فاتورة تحفيز اقتصادي، تبلغ قيمتها الإجمالية 1.05 تريليون دولار تايواني جديد. أقر المجلس التشريعي زيادة سقف الميزانية في 21 أبريل، ورفعه إلى 210 مليار دولار تايواني جديد. رفعت الميزانية رسميًا إلى ما مجموعه 210 مليار دولار تايواني جديد في مشروع قانون أقر في 8 مايو.
في 23 يوليو 2020، اقترح اليوان التنفيذي زيادة أخرى، بإجمالي 210 مليار دولار تايواني جديد، على الميزانية الخاصة لكوفيد-19.
حصلت الموافقة على الزيادة الرابعة، بإضافة 259.49 مليار دولار تايواني جديد إلى الميزانية، من قبل المجلس التشريعي في 18 يونيو 2021.

## الخلفية والمضمون
في أثناء اندلاع SARS 2002-2004، سن القانون المؤقت للوقاية من SARS وتخفيفه. عندما تفشى المرض، ألغي القانون. جرى تضمين الأحكام المطبقة في قانون مكافحة الأمراض المعدية، الذي ينظم الإجراءات الحكومية في أثناء حالات الطوارئ الصحية العامة التي تسببها الأمراض المعدية. في أعقاب تفشي مرض SARS، ظلت التساؤلات حول دستورية المادة 37، الفقرة 1 من قانون مكافحة الأمراض المعدية بصيغته المعدلة في يناير 2002. في عام 2011، أصدر قضاة المحكمة الدستورية التفسير القضائي 609، الذي أعلن أن هذا القسم المحدد دستوري، وأنه -تحديدًا- لا ينتهك المادة 8 أو 23 من دستور جمهورية الصين، التي تحدد الحقوق في الإجراءات القانونية والتناسب. ورأت المحكمة أن جميع التدابير الضرورية أو التصرفات الإدارية، متضمنةً الاحتجاز لفترات قصيرة أو الحجر الصحي جرى تفويضها على نطاق واسع بموجب قانون مكافحة الأمراض المعدية.
يحدد القانون الخاص لتدابير الوقاية والإغاثة والإنعاش للالتهاب الرئوي الحاد، مع مسببات الأمراض الجديدة التعويضات للمهنيين الطبيين والمؤسسات الطبية التي تعمل في أثناء الوباء، وكذلك للأشخاص في الحجر الصحي ومقدمي الرعاية لهم. وحدد القانون عقوبات لمن لا يمتثل لأوامر الصحة العامة أو لشروط الحجر الصحي، سيواجه الأشخاص الذين يتلاعبون بالأسعار أو ينشرون معلومات خاطئة عن الوباء الغرامة أو السجن.

### الميزانية الخاصة
من الميزانية الخاصة البالغة 60 مليار دولار تايواني جديد المعتمدة في مارس 2020، خصص 19.6 مليار دولار تايواني جديد للوقاية من الأمراض، مثل النفقات التي تتكبدها المستشفيات لفحص المرضى المصابين بفيروس كورونا وحجرهم الصحي 2019. جرى توزيع نحو 16.9 مليار دولار تايواني جديد لوزارة الصحة والرعاية الاجتماعية، التي استخدمت الأموال لتعويض المهنيين الطبيين والعلاجات البحثية لمرض فيروس كورونا 2019. مُنحت وزارة الشؤون الاقتصادية نحو 16 مليار دولار تايواني جديد من الميزانية الخاصة، التي خُطط -استنادًا إليها- تقديم قروض للشركات الصغيرة والمتوسطة الحجم، والمساهمة في صندوق ضمان ائتمان الشركات الصغيرة والمتوسطة في تايوان. خصص ملياري دولار تايواني آخر لتحفيز الاقتصاد من طريق إصدار قسائم للصناعات المتأثرة بشدة. تهدف وزارة المواصلات والاتصالات، بحصتها البالغة 16.85 مليار دولار تايواني من الأموال، إلى تعويض صناعة الطيران، فضلًا عن توفير فرص تدريب احترافي للأشخاص العاملين في السياحة، مثل وكلاء السفر والمرشدين والسائقين.
من الميزانية الإضافية البالغة 150 مليون دولار تايواني جديد، خصص 133.5 مليار دولار تايواني جديد لأموال الإغاثة. خصص هذا الجزء لاستخدامات، مثل القروض للشركات ومدفوعات المصاعب المالية للأفراد المتضررين من الوباء. كانت طلبات الحصول على هذه المدفوعات مفتوحة حتى 30 يونيو 2020. جرت إضافة مبلغ 16.5 مليار دولار تايواني جديد إلى جهود الوقاية من الأمراض. بحلول سبتمبر 2020، خصص 161.1 مليار دولار تايواني جديد، بنحو أساسي لوزارة الشؤون الاقتصادية ووزارة الصحة والرعاية الاجتماعية.